# Coprophanaeus corythus
Coprophanaeus corythus là một loài bọ cánh cứng trong họ Bọ hung (Scarabaeidae).